# Рыжеспинный юнко
Рыжеспинный юнко (лат. Junco phaeonotus) — вид воробьиных птиц из семейства Passerellidae.

## Распространение

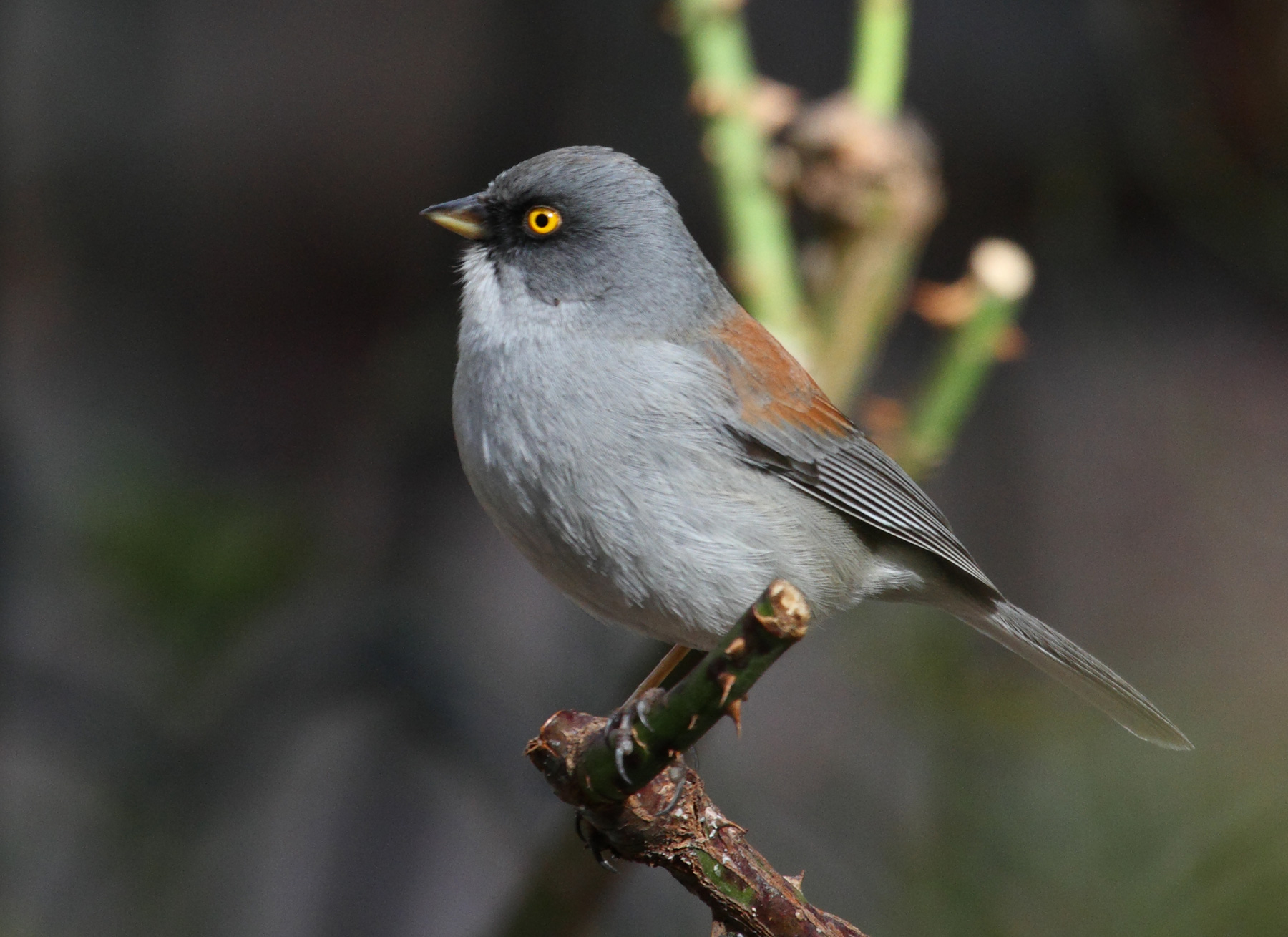
В Каньоне Мадера, Аризона

Основная часть ареала находится в Мексике, небольшие части в приграничных горах южных американских штатов Аризона и Нью-Мексико и в Гватемале.

## Биология
Птицы не мигрируют, но зимой иногда перемещаются на более низкие высоты. Самки откладывают яйца 2—3 раза в год. В кладке 3—5 яиц. Инкубация длится 15 дней, птенцы покидают гнездо через две недели после вылупления. Питаются птицы преимущественно семенами, ягодами и насекомыми.

## Классификация
Выделяют 4 подвида данного вида. Вид Junco bairdi раньше также считался его подвидом.